# Joshua Rifkin
Joshua Rifkin (ur. 22 kwietnia 1944 w Nowym Jorku) – amerykański muzykolog, pianista i kompozytor. Studiował w Juilliard School of Music w Nowym Jorku, New York University pod kierunkiem Gustava Reese’a (1964–1966), na Uniwersytecie w Getyndze (1966–1967) oraz Princeton University (tytuł Master of Fine Arts w 1969). Uczestniczył w kursach w Darmstadt w 1961 i 1965 r. pod kierunkiem Karlheinza Stockhausena.
Wykładał na kilku uczelniach, w tym w Brandeis (1970–1982), Harvardzie, Nowym Jorku oraz Yale.
W 1999 otrzymał doktorat honoris causa Uniwersytetu w Dortmundzie.
Jest propagatorem wykonywania utworów Jana Sebastiana Bacha w pojedynczej obsadzie głosów w chórze – tj. zastępowania chóru solistami. Andrew Parrott przedstawia tę teorię w swojej książce The Essential Bach Choir.